# Marjolein Kriek

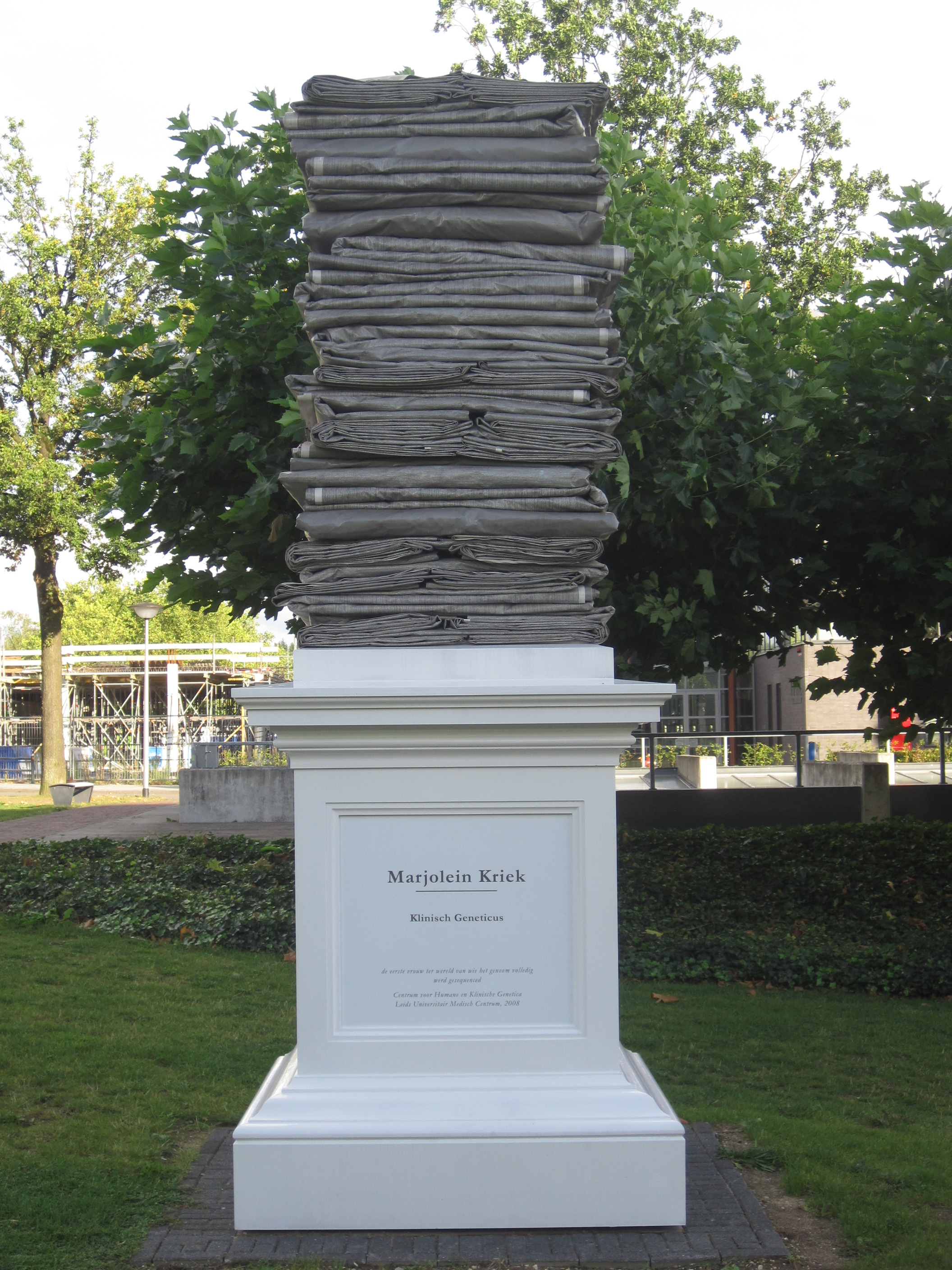
Denkmal für das Erbgut von Marjolein Kriek in Nijmegen.
Detail des Computerausdrucks:

Marjolein Kriek (* 22. November 1973 in Leiden) ist eine niederländische klinische Humangenetikerin. 2008 war sie die erste Frau, deren komplettes Erbgut sequenziert und veröffentlicht wurde.

## Biographie

### Beruflicher Werdegang
Marjolein Kriek erwarb 2002 ihren Doktorgrad in Biomedizin an der Universität Leiden. Ihre Doktorarbeit behandelt Gentests bei Menschen mit geistiger Behinderung. Ihre weiteren Forschungen am Universitair Medisch Centrum in Leiden (LUMC) bezogen sich auf ähnliche Themenfelder.

### Auswahl als Probandin
Mitte der 2000er Jahre erhielt Krieks Institut einen next-generation sequencer, einen Laborroboter zur Genom-Sequenzierung. Kurz zuvor hatten Wissenschaftler in den USA das Erbgut des Nobelpreisträgers James Watson entschlüsselt, der 1953 gemeinsam mit Francis Crick die Aufklärung der Molekülstruktur der Desoxyribonukleinsäure (DNS) vorgestellt hatte. Cricks Name habe ihre Kollegen auf Initiative des Institutsleiters Gert-Jan van Ommen darauf gebracht, sie zu bitten, das Experiment mit ihrem Erbgut durchzuführen. Kriek: „Meine beiden Chefs haben sich das in einer Kneipe bei ein paar Drinks ausgedacht. Ich war nicht einmal dabei.“ Kriek, die zu dieser Zeit schwanger war, gab nach längerer Überlegung und Beratung mit ihrer Familie ihr Einverständnis.
Am 26. Mai 2008 verkündete die Universität, dass nach neun Monaten die Sequenzanalyse von Krieks Erbgut beendet worden sei; die genauen Ergebnisse wurden erst später veröffentlicht.

## Relevanz der DNA-Analyse
Marjolein Kriek ist eine von fünf Personen, deren gesamtes Erbgut entschlüsselt worden war, Kriek ist indes die erste Frau und der erste Mensch aus Europa. Von den vier Männern, bei denen die Entschlüsselung früher erfolgt war, stammten zwei aus den USA und zwei gehörten zum afrikanischen Stamm der Yoruba. Kriek erfuhr durch die Offenlegung ihrer Daten etwa, dass es in ihrer Familie eine erbliche Taubheit gibt. Ihre Kinder hätten ohne Gehör geboren werden können, falls ihr Mann ebenfalls ein Träger dieses Genfehlers gewesen wäre.

## Denkmal
2011 wurde vor dem Huygensgebouw der Radboud-Universität Nijmegen ein Denkmal – ein Geschenk des Centre for Society and Genomics – für die DNA von Marjolein Kriek enthüllt; vorher war es von 2008 bis 2009 im Rahmen des Kunstprojekts Reboot des Künstlers Bas van Vlijmen neben einem Denkmal von Erasmus von Rotterdam auf dem Grotekerkplein in Rotterdam zu sehen. Damit sollte auf die Gegensätzlichkeit des humanistischen Menschenbildes von Erasmus und die Kraft des „technisch Machbaren“ hingewiesen werden. Krieks Kommentar zu diesem Denkmal in einem Interview mit der Zeit: „Dabei bin ich noch nicht einmal tot. Ich habe auch nichts Besonderes getan!“ Bei der Eröffnung einer Ausstellung zum 150. Jahrestag der Veröffentlichung von Darwins Thesen wurde ihre DNA auf das Kleid von Marjolein Kriek projiziert.

## Außergewöhnliche Resonanz in den Medien
Auch in dem populären niederländischen Comic-Strip Fokke & Sokke wurde das Thema aufgegriffen: „Marjolein Kriek??!“ fragt Fokke. „Warum wurde nicht die komplette DNA von Scarlett Johansson enträtselt?“